# Na lipę czarnoleską (wiersz Jerzego Lieberta)
Na lipę czarnoleską – wiersz polskiego poety Jerzego Lieberta, opublikowany w tomie Gusła, wydanym w 1930. Utwór stanowi nawiązanie do poezji Jana Kochanowskiego. Został napisany ośmiozgłoskowcem, ujętym w strofy sześciowersowe rymowane ababcc.
Wonna lipa czarnoleska
Gęsto niebem przetykana,
Pyszna w gwarze i królewska —
Oto lutnia mistrza Jana,
Lira, której miodu siła,
Na trzy wieki Polskę spiła.
Zobacz też: Na lipę.